# Python (projektil)
Python je obitelj projektila kratkog dometa zrak-zrak koje proizvodi izraelska tvrtka Rafael. Prvi projektil iz te obitelji bio je Shafrir-1 (heb. 1 שפריר; hrv. Vilin konjic) koji je razvijen 1959. godine a početkom 1970-ih naslijedio ga je Shafrir-2.
Nakon toga, projektili su počeli dobivati zapadna imena, tako da je 1978. godine stvoren Python-3 (heb. פיתון 3; hrv. Piton). Njega su kasnije naslijedili Python-4 i Python-5 dok je Rafael stvorio i projektil srednjeg dometa Derby kao i protuzračni raketni sustav SPYDER montiran na šasiji kamiona koji može lansirati projektile Python-5 i Derby.

## Inačice

### Shafrir-1
Tijekom 1950-ih, Izrael je započeo s razvojem domaćeg projektila zrak-zrak čime bi se smanjila ovisnost o uvozu. Tako je 1959. godine s vojnom industrijom Rafael sklopljen ugovor o razvoju projektila Shafrir. Ti strahovi su se kasnije pokazali opravdanim, nakon što je Francuska stavila embargo na prodaju oružja Izraelu. Izraelci su sa Shafrirom htjeli stvoriti vlastitu inačicu američkog projektila AIM-9B Sidewinder. Prvi testni modeli nisu bili uspješni zbog čega su Rafaelovi inženjeri povećali promjer (s 11 na 14 cm) i dužinu (s 2 na 2,5 m) projektila. Fragmentacijska bojna glava se aktivirala prilikom dodira s metom, a njena težina je utrostručena s postojećih 11 na 30 kg. To je dovelo i do ukupnog povećanja mase samog projektila s 30 na 65 kg.
1963. godine u Francuskoj su provedena testiranja na kojima je Shafrir-1 doživio debakl. Zbog toga je Izrael poništio raniju odluku o odbijanju uvođenja poboljšanja zbog proračuna te je nastavio financirati projekt. Projektili su 1966. ušli u službu izraelskih zračnih snaga, a bili su namijenjeni lovcima Mirage III. Ipak, prvotna odluka o nabavci 200 projektila je smanjena na ukupno njih 120. Prvi puta su korišteni tijekom Šestodnevnog rata te su s njima oborena tri arapska Miga-21.
Gotovo sve rakete su povučene iz operativne službe 29. prosinca 1970. a zadržano ih je svega 16 za potrebe treninga pilota. Jedna anegdota iz tog razdoblja govori o tome kako su izraelski piloti bili nepovjerljivi prema Shafriru-1 zbog čega su u borbama radije koristili sovjetske rakete Vimpel K-13 koje su nabavljene kao ratni plijen tijekom zauzimanja Sinajskog poluotoka tijekom Šestodnevnog rata.

### Shafrir-2
Zbog neuspjeha Shafrira-1, odlučen je razvoj novijeg Shafrira-2. Ironično, prvi avion na koji je montiran Shafrir-2 bio je egipatski Mig-21 kojim je irački pilot prebjegao u Izrael 16. kolovoza 1966. Sam projektil se prvi puta počeo koristiti 1969. godine tijekom Rata iscrpljivanja.
On se kasnije pokazao kao jedan od najuspješnijih i najsmrtonosnijih projektila ikad proizvedenih. Tako je primjerice u Jomkipurskom ratu ispaljeno 176 raketa Shafrir-2 koje su oborile ukupno 89 neprijateljskih aviona. Tijekom cijelog službenog roka pokazao se odgovornim za obaranje ukupno 106 aviona zbog čega je postao superiornim u odnosu na konkurenciju.
Izrael je kasnije ostvario veliki izvozni uspjeh na južnoameričkom tržištu gdje je prodavao domaće projektile Shafrir-2 i vlastite zrakoplove temeljene na francuskom Mirageu.

### Python-3
Nakon Shafrira-2, Rafael je novim projektilima počeo davati zapadna imena. Tako je stvoren Python-3 koji je u operativnu službu ušao 1978. godine. Riječ je o projektilu veće brzine i dometa te boljih performansi.
Prvi puta je korišten 1982. tijekom Prvog libanonskog rata. Ondje su izraelski lovci F-4 Phantom i IAI Kfir uspjeli oboriti ukupno 35 sirijskih i libanonskih zrakoplova i helikoptera.
Kinesko ratno zrakoplovstvo bilo je veoma impresionirano ovim raketama tako da je tijekom 1980-ih kupljena licenca za proizvodnju vlastitih projektila PL-8. Tzv. Projekt br. 8 (kin. 八号工程) je formalno započeo s radom 15. rujna 1983. Od ožujka 1988. do travnja 1989. je dovršen transfer tehnologija u Kinu. Projektile je proizvodila tvornica strojeva iz Xi'ana, a zemlja je izvjestila da je za PL-8 proizvela i vlastite pilotske kacige s HMS-om.

### Python-4
Python-4 ulazi u izraelsku službu 1993. dok se već u srpnju iste godine koristi u jednotjednoj Operaciji Odgovornost koja je izvršena na tlu Libanona protiv Hezbollaha. Međutim, projektil je javnosti prvi puta predstavljen tek 1995. U službi je bio do 2005. godine kada ga je zamijenio Python-5.
Sam Python-4 može pratiti metu i manevrirati i uz silu od 9G. Ima ograničenu mogućnost ispali-i-zaboravi dok piloti mogu njime upravljati korištenjem kacige s HMS-om. Raketni tragač ciljeva koristi dvopojasnu tehnologiju identičnu američkom FIM-92 Stingeru kao i mogućnost da smanji pozadinsko IC zračenje kako bi neutralizirala učinkovitost neprijateljskih toplinskih mamaca.

### Python-5
Ovaj projektil se počeo razvijati 1997. dok je u izraelsku službu ušao 2005. IAF ga je namijenio lovcima F-15I Ra'am i F-16I Sufa. U odnosu na prethodnika, njegova brzina je povećana s 3,5 na 4 Macha. Javnosti je prvi puta predstavljen 2003. godine na pariškom aeromitingu.
Prvi puta je korišten 2006. u Drugom libanonskom ratu gdje je izraelski F-16 oborio dvije iranske bespilotne letjelice Ghods Ababil koje je koristio Hezbollah.

## Ostale inačice

### Derby
Derby (poznat i kao Alto) je projektil srednjeg dometa s aktivnim radarskim navođenjem. Iako tehnički nije dio obitelji Python, Derby je u osnovi temeljen na Pythonu-4. Koristi se zajedno uz Python-5 u protuzračnom raketnom sustavu SPYDER.

### SPYDER
SPYDER (Surface-to-air PYthon and DERby) je napredni protuzračni raketni sustav koji koristi inačice zemlja-zrak raketa Python-5 i Derby. Cijeli sustav je postavljen na šasiju kamiona zbog čega se koristi kao mobilna protuzračna jedinica. Postoje inačice Spyder ADS-SR (sustav kratkog dometa) i Spyder ADS-MR (sustav srednjeg dometa). Obje se mogu koristiti protiv neprijateljskih zrakoplova, helikoptera, bespilotnih letjelica, krstarećih projektila i vođenih bombi.

## Tehničke karakteristike
|                           | Shafrir-1                     | Shafrir-2                                                                                       | Python-3                                                                                                  | Python-4                                                                                | Python-5                                     |
| ------------------------- | ----------------------------- | ----------------------------------------------------------------------------------------------- | --- | --------------------------------------------------------------------------------------- | -------------------------------------------- |
| Početak korištenja        | 1963. testiranja u Francuskoj | 1969.                                                                                           | 1978. | 1993.                                                                                   | 2005.                                        |
| Prva operativna aktivnost | 1966.                         | 1969. Rat iscrpljivanja                                                                         | 1982. Prvi libanonski rat                                                                                 | 1993. Operacija Odgovornost                                                             | 2006. Drugi libanonski rat                   |
| Platforma                 | Dassault Mirage III           | Dassault Mirage III Dassault Super Mystère Sud Aviation Vautour Douglas A-4 Skyhawk F-4 Phantom | Dassault Mirage III Dassault Mirage F1 IAI Kfir MiG-21 Shenyang J-8 IAR 99 F-4 Phantom F-15E Strike Eagle | IAI Kfir F-4 Phantom Northrop F-5 JAS 39 Gripen F-15E Strike Eagle F-16 Fighting Falcon | F-15E Strike Eagle F-16 Fighting Falcon      |
| Težina                    | 65 kg                         | 93 kg                                                                                           | 120 kg | 120 kg                                                                                  | 103,6 kg                                     |
| Dužina                    | 2,5 m                         | 2,5 m                                                                                           | 2,95 m | 3,096 m                                                                                 | 3,096 m                                      |
| Promjer                   | 140 mm                        | 160 mm                                                                                          | 150 mm | 150 mm                                                                                  | 160 mm                                       |
| Raspon krila              | 550 mm                        | 550 mm                                                                                          | 800 mm | 500 mm                                                                                  | 640 mm                                       |
| Brzina                    | ± 2,5 M                       | ± 2,5 M                                                                                         | 3,5 M | 3,5 M                                                                                   | 4 M                                          |
| Domet                     | 5 km                          | 5 km                                                                                            | 15 km | 15 km                                                                                   | 20 km                                        |
| Aktivacija                | Prilikom kontakta             | U neposrednoj blizini                                                                           | U neposrednoj blizini                                                                                     | U neposrednoj blizini                                                                   | U neposrednoj blizini                        |
| Navođenje                 | IC navođenje                  | IC navođenje                                                                                    | IC navođenje                                                                                              | IC navođenje                                                                            | IC navođenje + elektro-optička vizualizacija |

## Korisnici
- Izrael: izraelsko ratno zrakoplovstvo je primarni korisnik projektila obitelji Python.
- Argentina: u dvije narudžbe je naručeno ukupno 350 projektila Shafrir-2 za lovce IAI Nesher i Mirage III.[3] Kasnije je naručen i Python-4.[4]
- Bolivija: Python-3.[4]
- Brazil: 2001. godine je dostavljeno ukupno 400 projektila Python-3.[3] Poslije toga, zemlji je 2011. dostavljeno po 200 komada Pythona-4 i Derbyja pojedinačno.[3]
- Čile: Shafrir-2 (50 projektila dostavljenih 1978.), Python-3 (120 projektila dostavljenih 1997.), Python-4 (280 projektila dostavljenih 2011.) i Derby (60 projektila dostavljenih 2003.).[3]
- Ekvador: Shafrir-2 (75 projektila dostavljenih 1984.), Python-3 (60 projektila dostavljenih 1996.), Python-4 (50 projektila dostavljenih 2001.) i Derby (60 projektila dostavljenih 2003.).[3]
- Honduras: Shafrir-2 (100 projektila dostavljenih 1978.).[3]
- Indija: Python-4 (100 projektila dostavljenih 2007.).[3]
- JAR: Python-3 je u zemlji nosio lokalnu oznaku V3S Snake. Dostavljen je 1989. godine, a iz službe je povučen u travnju 2008.[5]
- NR Kina: zemlja na temelju licence proizvodi vlastitu inačicu PL-8 (kopija Pythona-3).[1]
- Kolumbija: Shafrir-2 (80 projektila dostavljenih 1989.), Python 3/4 (po 75 projektila pojedinačno dostavljenih 2005.), Python-5 (100 projektila dostavljenih 2011.) i Derby (40 projektila dostavljenih 2010.).[3]
- Rumunjska: Python-3.[4]
- Salvador: Shafrir.[4]
- Singapur: Python-4 (600 projektila dostavljenih 2004.).[3]
- Tajland: 1990. godine je isporučeno između 400 i 500 Pythona-4.[3]
- Republika Kina: Shafrir-2 (450 projektila dostavljenih 1977.).[3]
- Turska: Shafrir-2.[4]
- Venezuela: Python-4 (54 projektila dostavljenih 2004.).[3]

## Galerija slika
- Python-4 postavljen na krilo izraelskog lovca
F-15E Strike Eagle.
- Projektil Python-5.
- Projektil Derby.
- Kineski presretač Shenyang J-8 s montiranim licencnim kopijama PL-8.
- Protuzračni raketni sustav SPYDER.

## Vidjeti također
- Derby
- SPYDER

## Vanjske poveznice
- Global Security.org - Shafrir
- Global Security.org - Python